# Anchorage (Kentucky)
Anchorage és una població dels Estats Units a l'estat de Kentucky. Segons el cens del 2000 tenia 2.264 habitants.

## Demografia
Segons el cens del 2000, Anchorage tenia 2.264 habitants, 729 habitatges, i 643 famílies. La densitat de població era de 287,5 habitants/km².
Dels 729 habitatges en un 52,4% hi vivien nens de menys de 18 anys, en un 81,9% hi vivien parelles casades, en un 3,7% dones solteres, i en un 11,7% no eren unitats familiars. En el 10,6% dels habitatges hi vivien persones soles el 4,8% de les quals corresponia a persones de 65 anys o més que vivien soles. El nombre mitjà de persones vivint en cada habitatge era de 3,09 i el nombre mitjà de persones que vivien en cada família era de 3,33.
Per edats la població es repartia de la següent manera: un 35% tenia menys de 18 anys, un 4% entre 18 i 24, un 20,8% entre 25 i 44, un 32,2% de 45 a 60 i un 8% 65 anys o més.
L'edat mediana era de 40 anys. Per cada 100 dones de 18 o més anys hi havia 95,5 homes.
La renda mediana per habitatge era de 133.969 $ i la renda mediana per família de 147.050 $. Els homes tenien una renda mediana de 100.000 $ mentre que les dones 47.188 $. La renda per capita de la població era de 63.988 $. Entorn de l'1,1% de les famílies i l'1,87% de la població estaven per davall del llindar de pobresa.

## Poblacions més properes
El següent diagrama mostra les poblacions més properes.